# Helianthemum cretaceum
Helianthemum cretaceum är en solvändeväxtart som först beskrevs av Franz Josef Ivanovich Ruprecht, och fick sitt nu gällande namn av Juzepczuk. Helianthemum cretaceum ingår i släktet solvändor, och familjen solvändeväxter. Inga underarter finns listade i Catalogue of Life.